# NGC 323
NGC 323 (други обозначения – ESO 151 – 9, AM 0054 – 531, PGC 3374) е елиптична галактика (E) в съзвездието Феникс.
Обектът присъства в оригиналната редакция на „Нов общ каталог“.